# トカレフ (2014年の映画)
『トカレフ』（原題: Tokarev、別題: Rage）は、2014年にアメリカ合衆国で制作されたアクションクライムスリラー映画。

## ストーリー
ポール･マグワイアは、過去に何件もの凶悪犯罪に手を染めながら、現在は足を洗い、妻と娘と幸せに暮らしていた。しかしある日、家に何者かが押し入り、愛する娘がさらわれ、後に無残な姿で発見される。怒りに震えるポールは、過去のギャング仲間の力を借りて、娘の命を奪った者たちへの復讐を決意する。娘の命を奪った銃がトカレフTT-33だと知ったポールは、事件の裏にロシアン・マフィアが潜んでいると確信する。

## キャスト
| 役名                         | 俳優                       | 日本語吹替     |
| ---------------------------- | -------------------------- | -------------- |
| ポール・マグワイア           | ニコラス・ケイジ           | てらそままさき |
| ヴァネッサ・マグワイア       | レイチェル・ニコルズ       | 加藤有生子     |
| ケイン                       | マックス・ライアン         | 浅科准平       |
| ダニー・ドハーティ           | マイケル・マグレイディ     | 楠見尚己       |
| フランシス・オコネル         | ピーター・ストーメア       | 手塚秀彰       |
| チェルノフ                   | パシャ・D・リチニコフ      | 山岸治雄       |
| アントン                     | パトリス・コル             | 櫻井トオル     |
| 若い頃のポール               | ウェストン・ケイジ         | 須藤翔         |
| マイク                       | マックス・ファウラー       | 須藤翔         |
| ケイトリン・マグワイア       | オーブリー・ピープルズ     | 三木美         |
| エヴァン                     | ジャック・ファラヒー       | 後藤ヒロキ     |
| ピーター・セント・ジョン巡査 | ダニー・グローヴァー       | 廣田行生       |
| ハンソン                     | ロン・ゴールマン           | 後藤ヒロキ     |
| 運転手                       | マイケル・パパジョン       | 河合みのる     |
| オリバー                     | ケヴィン・ラヴェル・ヤング | 中村章吾       |
| リサ                         | エレナ・サンチェス         | 吉田麻実       |
| エレノア                     | ケリー・ティペンズ         | 土門敬子       |

## 制作
撮影は2013年6月からアラバマ州のモービルで始まった。

## 評価
レビュー・アグリゲーターのRotten Tomatoesでは42件のレビューで支持率は12%、平均点は3.40/10となった。Metacriticでは17件のレビューを基に加重平均値が28/100となった。